# Řád za zásluhy o rozvoj venkova
Řád za zásluhy o rozvoj venkova (francouzsky Ordre du merite du developpement rural) je vyznamenání Burkiny Faso založené roku 1996.

## Historie a pravidla udílení
Řád byl založen dne 19. prosince 1996. Udílen je osobám i organizacím za přínos k rozvoji venkova a za ochranu životního prostředí.

## Třídy
Řád je udílen ve třech třídách:

komtur
důstojník
rytíř

- komtur
- důstojník
- rytíř

## Insignie
Řádový odznak má tvar bíle smaltované pěticípé hvězdy položené na zlatém disku. Uprostřed je kulatý medailon s barevně smaltovanou vlajkou Burkiny Faso.
Stuha je zelená.